# Günter (Vorname)
Günter ist ein männlicher Vorname. Es besteht auch die Schreibung mit „h“ als Günther.

## Herkunft und Bedeutung
Der Name ist eine Nebenform zu Gunther, aus althochdeutsch gund ‚Kampf‘ und heri ‚Heer‘. Die «ü»-Form dürfte schon im Mittelalter entstanden sein.
In der ersten Hälfte des 20. Jahrhunderts waren die Namen Günther und Günter geläufige männliche Vornamen in Deutschland, wobei die Nebenform Günter ursprünglich nicht so häufig vergeben wurde wie die Hauptform Günther mit „h“. Später wandelte sich dies, 2005 lag die Schreibung ohne h in Telefonbüchern auf Platz 15 der häufigsten männlichen Vornamen in Deutschland und war zweieinhalb Mal so häufig wie die Version mit h. Von 1923 bis 1932 war er der beliebteste männliche Vorname Deutschlands. Seit Mitte der 1970er Jahre hat die Verwendung deutlich abgenommen.

## Varianten
Zu Varianten, Fremdsprachigem und Verkürzungen siehe Gunther.
Häufige Verschmelzungsbildung ist etwa Hans-Günter oder Hansgünter.

## Namenstage
Siehe Gunther (Vorname)#Namenstage

## Namensträger (diverse Schreibweisen)

### Einname

#### Von Schwarzburg
Die Grafen von Schwarzburg trugen über Jahrhunderte den Leitnamen Günther. Die Zählung reicht bis zu Günther XLII. im 17. Jahrhundert, also bis zum 42. herrschenden Namensträger. Später wurden Doppelnamen wie Christian Günther oder Anton Günther verwendet.
- Günther II., Graf von Schwarzburg
- Günther VII., Graf von Schwarzburg-Blankenburg
- Günther II. von Schwarzburg (1382–1445), katholischer Erzbischof von Magdeburg
- Günther XXI. (1304–1349), Graf von Schwarzburg und deutscher Gegenkönig
- Günther XXX., Graf von Schwarzburg
- Günther XL., Graf von Schwarzburg
- Günther XLI. (1529–1583), Graf von Schwarzburg
- Günther Friedrich Karl I., Fürst von Schwarzburg-Sondershausen
- Günther Friedrich Karl II. (1801–1889), Fürst von Schwarzburg-Sondershausen
- Günther Victor, Fürst von Schwarzburg-Rudolstadt

#### Weitere Personen
- Günther von Krappfeld († 1090), der erste Bischof von Gurk
- Günther von Henneberg († 1161), Bischof von Speyer
- Günther I. von Wettin (auch: Günther von Brehna; † 1090), Bischof von Naumburg-Zeitz
- Günther I. von Schwalenberg, Erzbischof von Magdeburg
- Günther von Berg (1765–1843), eigentl. Günther Heinrich Freiherr von Berg, deutscher Politiker und Schriftsteller

### Vorname
A
- Günther Anders (1902–1992), österreichischer Sozialphilosoph und Schriftsteller jüdischer Herkunft
- Günther Arndt (1907–1976), deutscher Chorleiter und Produzent
- Günter Auferbauer (1940–2025), österreichischer Autor und Bergsteiger

B
- Günter Bär (* 1935), deutscher Fußballtorhüter
- Günther Bartels (1906–1983), deutscher Motorradrennfahrer
- Günter Bartusch (1943–1971), deutscher Motorradrennfahrer
- Günter Baumann (* 1932), deutscher Endurosportler
- Günter Baumann (* 1947), deutscher Politiker (CDU)
- Günther Beckstein (* 1943), deutscher Politiker (CSU)
- Günter „Cisco“ Berndt (1942–2014), deutscher Musiker
- Günter Blobel (1936–2018), deutsch-US-amerikanischer Biomediziner und Nobelpreisträger für Medizin
- Günter de Bruyn (1926–2020), deutscher Schriftsteller
- Günter Burkard (* 1944), deutscher Ägyptologe

C
- Günter Clauser (1923–1982), deutscher Mediziner, Psychoanalytiker und Sachbuchautor
- Günther Clauss (* 1939), deutscher Physiker und Professor für Schiffs- und Meerestechnik
- Günter Coufal (* 1937), deutscher Schriftsteller

D
- Günter Deckert (1940–2022), deutscher rechtsextremer Politiker (NPD) und Holocaustleugner
- Günther Deschner (1941–2023), deutscher Journalist, Historiker, Publizist und Dokumentarfilmer
- Günther Doberenz (1923–1999), deutscher Diplomat, Botschafter der DDR in Kuwait
- Günter Dohrow (1927–2008), deutscher Leichtathlet
- Günter von Drenkmann (1910–1974), deutscher Jurist, Berliner Kammergerichtspräsident und Attentatsopfer

E
- Günther Eisenreich (1933–2015), deutscher Mathematiker
- Günter Ederer (* 1941), deutscher Journalist und Publizist
- Günter Eich (1907–1972), deutscher Lyriker

F
- Günter Felke (1929–2005), deutscher Unternehmer
- Günther Feuerstein (1925–2021), österreichischer Architekt und Architekturtheoretiker
- Günther Fielmann (1939–2024), deutscher Unternehmer
- Günther Fleckenstein (1924–2020), deutscher Dramaturg, Theaterregisseur und -intendant
- Günther Foidl (* 1982), österreichischer Speedskifahrer
- Günter Freund (1922–2010), deutscher Hörfunkmoderator

G
- Günter Ganßauge (1929–2024), deutscher Oberstleutnant und Chef des Grenzsicherungskommandos in Ost-Berlin
- Günter Gaus (1929–2004), deutscher Diplomat, Journalist und Politiker (SPD)
- Günter Grass (1927–2015), deutscher Schriftsteller und bildender Künstler
- Günter Freiherr von Gravenreuth, auch Günter Dörr (1948–2010), deutscher Rechtsanwalt
- Günther von der Groeben (1832–1900), preußischer Generalleutnant
- Günther Groissböck (* 1976), österreichischer Opernsänger
- Günter Grünwald (* 1956), bayerischer Kabarettist
- Günter Guillaume, eigentl. Günter Bröhl (1927–1995), DDR-Spion im Kanzleramt und Namensgeber der nach ihm benannten „Guillaume-Affäre“
- Günther Gumpert (1919–2019), deutsch-amerikanischer Maler

H
- Günter Hake (1922–2000), deutscher Geodät und Kartograf
- Günther Maria Halmer (* 1943), deutscher Schauspieler
- Günter Hannstein (1936–2019), deutscher Brigadegeneral
- Günter Heberle (* 1973), deutscher Fußballspieler und -trainer
- Günter Herburger (1932–2018), deutscher Schriftsteller
- Günter Hermann (* 1960), deutscher Fußballspieler
- Günter Hujara (* 1952), deutscher Skisportfunktionär und Trainer

I
- Günter Ilgner (1926–2004), deutscher Musikproduzent und -verleger
- Günther Innerbichler (* 1983), italienischer Naturbahnrodler

J
- Günther Jacoby, eigentl. Friedrich Günther Jacoby (1881–1969), deutscher Theologe und Philosoph
- Günther Jauch (* 1956), deutscher Entertainer

K
- Günther Kaufmann (1947–2012), deutscher Schauspieler
- Günter Kallmann (1927–2016), deutscher Sänger, Komponist und Chorleiter
- Günter Kaltenbrunner (* 1943), österreichischer Fußballspieler; Präsident des SK Rapid Wien (1996–1999)
- Günter Kießling (1925–2009), General der Bundeswehr
- Günter Kirchhoff (1922–2006), deutscher Ökonom, Unternehmer und Hochschullehrer
- Günter Kollmann (* 1948), deutscher Basketball-Bundesligaspieler, Unternehmer und Mäzen
- Günther Krause (* 1953), ehemaliger deutscher Politiker (CDU (DDR), CDU)
- Günter Krieger (* 1965), deutscher Schriftsteller
- Günter Kunert (1929–2019), deutscher Schriftsteller

L
- Günter Lamprecht (1930–2022), deutscher Schauspieler
- Günter Gerhard Lange (1921–2008), deutscher Typograf
- Günter Leonhardt (1927–2011), deutscher Unternehmer und Museumsgründer
- Günther von Lojewski (1935–2023), deutscher Journalist
- Günther Lorenz (1915–1999), deutscher Eiskunstläufer
- Günther Ludig (1933–2012), deutscher Kunstpädagoge und Hochschullehrer
- Günter Lüdke (1930–2011), deutscher Schauspieler

M
- Günter Mäder (1938–2018), deutscher Fußballspieler
- Günther Maleuda (1931–2012), deutscher Politiker (DBD)
- Günther Marxer (* 1964), liechtensteinischer Skirennläufer
- Günter Mast (1926–2011), ehemaliger deutscher Unternehmer und Vorstandsvorsitzender der Mast-Jägermeister AG
- Günther Matzinger (* 1987), österreichischer Sprinter und Mittelstreckenläufer
- Günther Messner (1946–1970), italienischer Bergsteiger, jüngerer Bruder von Reinhold Messner
- Günter Metz (1925–1988), deutscher Organist
- Günther Metz (* 1937), deutscher Musikwissenschaftler, Hochschullehrer
- Günther Metzger (1933–2013), deutscher Jurist und Politiker (SPD)
- Günther Michel (1928–2017), deutscher Veterinärmediziner, Hochschullehrer
- Günter Mittag (1926–1994), deutscher Politiker (SED)
- Günther Mönch (1902–1988), deutscher Physiker, Hochschullehrer

N
- Günter Nachtigall (* 1930), deutscher Turner
- Günter Nagel (1936–2020), deutscher Landschaftsarchitekt und Hochschullehrer
- Günter Narr (* 1972), österreichischer Judoka
- Günter Nauheimer (* 1940), deutscher Fußballspieler
- Günter Naumann (1925–2009), deutscher Schauspieler
- Günter Nebelung (1906–1999), deutscher Jurist
- Günter Netzer (* 1944), deutscher Fußballspieler und Moderator
- Günter Neubert (1936–2021), deutscher Komponist und Tonmeister
- Günter Nooke (* 1959), deutscher Politiker und Bürgerrechtler
- Günter Noris (1935–2007), deutscher Bandleader und Komponist
- Günther Nürnberger (1948–2013), deutscher Mathematiker und Hochschullehrer

O
- Günther Oberdorfer (1899–1989), österreichischer Elektrotechniker, Hochschullehrer
- Günther Oettinger (* 1953), deutscher Politiker (CDU)
- Günter Ollenschläger (* 1951), deutscher Mediziner und Wissenschaftspublizist
- Günter Oppenheimer (1924–2003), deutscher Musiker, Arrangeur und Komponist
- Günther Orth (* 1963), deutscher Islamwissenschaftler, Dolmetscher und literarischer Übersetzer

P
- Günter Pfitzmann (1924–2003), deutscher Schauspieler
- Günter Preuß (1924–2011), deutscher Biologe, Pädagoge und Naturforscher
- Günter Preuß (1930–1996), deutscher Markscheider und Schnitzer
- Günter Preuß (* 1936), deutscher Fußballspieler und -trainer

Q
- Günther Quandt (1881–1954), deutscher Industrieller

R
- Günter Raulf (1928–2015), deutscher Generalleutnant der Luftwaffe
- Günter Rehak (* 1939), österreichischer Politiker (SPÖ, VGÖ, NVP)
- Günter Rexrodt (1941–2004), deutscher Politiker (FDP) und Manager
- Günter Rosenfeld (1926–2015), deutscher Historiker, Hochschullehrer
- Günter Ruch (1956–2010), deutscher Schriftsteller
- Günther Rühle (1924–2021), deutscher Intendant und Theaterkritiker

S
- Günter Samtlebe (1926–2011), deutscher Kommunalpolitiker (SPD), Oberbürgermeister von Dortmund und Städtetagspräsident
- Günter Sare (1949–1985), deutscher Antifaschist und Unfallopfer
- Günter Schabowski (1929–2015), deutscher Politiker (SED)
- Günter Schliwka (1956–2023), deutscher Gewichtheber
- Günter Schmidt (1926–2016), deutscher Arachnologe
- Günter Schmidt (1929–2016), deutscher Mitarbeiter der DDR-Staatssicherheit
- Günter Schmidt (1940–2018), deutscher Mediziner, Autor und Herausgeber
- Günter Schmidt (1941–2010), österreichischer Journalist
- Günter Schmidt (* 1951), deutscher Wirtschaftsinformatiker
- Günter Schmidt (* 1952), deutscher Fußballspieler
- Günter Schmitt (* 1946), deutscher Architekt und Autor
- Günter Schmitz (1909–2002), deutscher Maler und Grafiker
- Günter Schmitz (1923–1996), deutscher Autor, Sprecher und Regisseur von Hörspielen
- Günter Schneider (* 1922), deutscher Fußballspieler
- Günter Schneider (1923–1990), deutscher Politiker (LDPD) und Hochschullehrer
- Günter Schneider (1924–2000), deutscher Fußballspieler und -funktionär
- Günter Schneider (1930–2005), deutscher Bankmanager
- Günther Schramm (* 1929), deutscher Schauspieler, Synchronsprecher und Fernsehmoderator
- Günter Schweikardt (* 1948), deutscher Handballspieler, -trainer und -manager
- Günter Sebert (* 1948), deutscher Fußballspieler und -trainer
- Günter Siebert (1915–1980), deutscher Regisseur und Schauspieler
- Günter Siebert (1930–2017), deutscher Fußballspieler und -funktionär
- Günter Singer (* 1967), österreichisch-amerikanischer Filmemacher und Unternehmer
- Günter Sommer, genannt Baby (* 1943), deutscher Schlagzeuger und Free-Jazz-Musiker
- Günter Sonnenberg (* 1954), deutscher RAF-Terrorist
- Günter Sosna (1926–2004), deutscher Fußballspieler
- Günter Spörrle (1936–2024), deutscher Schauspieler
- Günter Staudt (1926–2008), deutscher Botaniker
- Günter Stein (1938–2025), deutscher Ingenieurwissenschaftler und Hochschullehrer
- Günter Strack (1929–1999), deutscher Schauspieler

T
- Günther Thaden (1904–2001), deutscher Verwaltungsbeamter und Genealoge
- Günther Tschanun (1941–2015), Schweizer Architekt und Mörder

U
- Günther Uecker (1930–2025), deutscher Künstler
- Günther Ungeheuer (1925–1989), deutscher Schauspieler

V
- Günter Verheugen (* 1944), deutscher Politiker (FDP, SPD)
- Günter Vogelsang (1920–2015), deutscher Manager

W
- Günter Wallraff (* 1942), deutscher Investigativ-Journalist
- Günter Wand (1912–2002), deutscher Dirigent
- Günter Wermusch (* 1936), deutscher Publizist und Übersetzer
- Günter Wewel (1934–2023), deutscher Opernsänger und Fernsehmoderator

Z
- Günter Zamp Kelp (* 1941), österreichischer Architekt und Hochschullehrer
- Günther Zäuner (1957–2023), österreichischer Journalist und Schriftsteller
- Günter Zehm (1933–2019), deutscher Publizist, politisch Verfolgter in der DDR und Philosoph
- Günther Ziehl (1913–2002), deutscher Ingenieur und Geschäftsführer

### Zwischenname
- Christian Günther von Bernstorff (1769–1835), dänischer und preußischer Staatsmann und Diplomat
- Dieter Günter Bohlen (* 1954), deutscher Musiker, Produzent und Komponist, siehe Dieter Bohlen
- Ehrenfried Günther Freiherr von Hünefeld (1892–1929), deutscher Flugpionier
- Friedrich Günther Jacoby (1881–1969), deutscher Theologe und Philosoph
- Ludwig Günther Martini (1647–1719), deutscher Jurist und Schriftsteller
- Klaus Günter Karl Nakszyński (1926–1991), deutscher Schauspieler, siehe Klaus Kinski

### Künstlername
- Günther (Sänger) (Mats Söderlund; * 1967), schwedischer Popsänger

## Sonstige Benennungen
- (1944) Günter, Asteroid